# هنری گلداسمیت
هنری گلداسمیت (انگلیسی: Henry Goldsmith; ۲۲ ژوئیهٔ ۱۸۸۵ – ۹ مهٔ ۱۹۱۵) قایقران روئینگ اهل پادشاهی متحد بریتانیای کبیر و ایرلند بود.